# Вальдиватское
Вальдиватское — село в Карсунском районе Ульяновской области. Административный центр одноимённого сельского поселения.

## География
Село расположено в 18 км к северу от Карсуна на обоих берегах речки Вальдиватка, являющейся левым притоком реки Барыш.

## Название
Своё название село получило по имени речки Вальдиватка, которая протекала через озеро с первичным мордовским названием Валдовал. В переводе с мордовского языка слово «валдо» означает — светлый, «ведь» — вода.

## История
Село Вальдиватское основано в 1665 году, как Вальдиватская слобода (Вальдивацкая слобода). Первыми жителями стали переселённые сюда из города Карсун русские конные казаки, которые несли военную службу на Симбирской черте и одновременно занимались сельским хозяйством.  
В 1685 году здесь уже была церковь «...церковь Архистратига Михаила липовая рублена в угол с трапезою паперть з дву сторон от западных дверей да с левой стороны...» и село стало называться Архангельское .  
В конце XVII века вальдиватских казаков, вместе с их семьями, переселили в недавно завоёванный город Азов, а слобода перешла во владения помещиков Хирьяковых, Дурасовых и Лалюхиных.
В 1780 году, при создании Симбирское наместничество, село Архангельское Ведиватская Слобода, при речке Барыше и Ведиватке, помещичьих крестьян, вошло в состав Котяковского уезда. В 1796 году в Карсунском уезде. 
В 1814 году помещицей Марфой Яковлевной Кротковой был построен каменный храм. Престолов в нём три: главный в честь Донской иконы Божией Матери, в правом приделе — во имя Архистратига Божия Михаила и в левом — во имя Всех Святых. Есть деревянная часовня, построенная недалеко от села, на месте обретения Владимирской иконы Божией Матери.  
В 1859 году в Вальдиватская Слобода (Архангельское) была во 2-м стане Карсунского уезда  Симбирской губернии. 
В 1866 году в селе было открыто мужское начальное училище. 
В 1875 году в Вальдиватском произошёл сильный пожар, от которого выгорела большая часть поселения.
В 1930 году организован колхоз «Красный Октябрь», была создана машинно-тракторная станция (МТС). 
В годы Великой Отечественной войны на фронте погибло 167 сельчан.

## Население
- В 1685 году в селе находилось 55 дворов[3].
- В 1780 году 583 ревизских душ[4].
- В 1859 году — 194 двора, 728 м. и 809 ж.[6]
- К 1884 году насчитывалось 200 дворов и 1368 жителей.
- В 1900 году в 209 дворах жило 610 м. и 758 ж.[5]
- В начале 1930-х в Вальдиватском проживало более 1750 человек,
- В 1996 году — 905 жителей,
- В 2010 году — 520 жителей, в основном русские.

| 2010 |
| ---- |
| 520  |

## Достопримечательности
- В 1973 году в центре села был установлен памятник односельчанам, погибшим и пропавшим без вести во время Великой Отечественной войны.

- Этнографический и архитектурный интерес представляют некоторые деревянные и кирпичные строения конца XIX века.
- Родник, святой источник Владимирской иконы Божией Матери[7].

## Известные люди
- Козлова Елизавета Ивановна — Герой Социалистического Труда[8]
- Гаранин Николай Филиппович — Герой Социалистического Труда, работал на МТС.
- Азов Константин Сергеевич — советский журналист, работал в селе с 1959 по 1962 гг.